# Giuseppe Martucci
Giuseppe Martucci   (Càpua, 6 de gener de 1856 - Nàpols, 1 de juny de 1909) va ser un compositor, director d'orquestra, pianista i professor italià.
De vegades anomenat "els Brahms italians", Martucci va ser notable entre els compositors italians de l'època perquè va dedicar tota la seva carrera a la música absoluta i no va escriure òperes. Com a compositor i professor va influir en la reactivació de l'interès italià per la música no operística. No obstant això, com a director d'orquestra, va ajudar a introduir les òperes de Wagner a Itàlia i també hi va oferir importants concerts primerencs de música anglesa.

## Biografia
Martucci va néixer a Capua, la Campània. Va aprendre les bases de la música del seu pare, Gaetano, que tocava la trompeta. Un nen prodigi, va tocar en públic el piano quan només tenia vuit anys. Des dels 11 anys, va ser estudiant al Conservatori de Nàpols, per recomanació del professor Beniamino Cesi, aquest últim era un antic alumne de Sigismond Thalberg. De Paolo Serrao, Martucci va adquirir la seva formació inicial en composició; Els seus propis estudiants de composició més tard, quan treballava i ensenyava a Bolonya, incloïen Ottorino Respighi.
Va morir a Nàpols el 1909. El seu fill Paolo, nascut a Nàpols el 1883, també es va convertir en un pianista destacat, ensenyant breument al Conservatori de Cincinnati.

## Pianista
La carrera de Martucci com a pianista internacional va començar amb una gira per Alemanya, França i Anglaterra el 1875, als 19 anys. Va ser nomenat professor de piano al Conservatori de Nàpols el 1880, i es va traslladar a Bolonya el 1886, en substitució de Luigi Mancinelli al Conservatori de Bolonya; el 1902 va tornar per darrera vegada a Nàpols, com a director del Reial Conservatori de Música.

## Conductor
Va ser l'any 1881 quan Martucci va fer la seva primera aparició com a director. Un dels primers músics italians que va admirar Wagner, Martucci va introduir part de la producció de Wagner a Itàlia. Va dirigir, per exemple, la primera representació italiana de Tristan und Isolde el 1888 a Bolonya. Tampoc va acabar el seu entusiasme pels compositors estrangers amb l'obra de Wagner. A més d'interpretar la 3a Simfonia ("irlandesa") de Charles Villiers Stanford a Bolonya el 1898, va dirigir un dels rars concerts de música orquestral totalment britànica al continent europeu a finals del segle XIX. A més, va incloure música de Brahms, Lalo, Goldmark i altres als seus programes.

## Compositor
Martucci va començar com a compositor als 16 anys, amb obres breus per a piano. No va escriure òperes, cosa inusual entre els compositors italians de la seva generació, sinó que es va concentrar en la música instrumental i les cançons, produint també un oratori, Samuel.

## Llegat
Martucci va ser defensat per Arturo Toscanini durant bona part de la carrera d'aquest últim. L'Orquestra Simfònica de la NBC va interpretar una sèrie d'obres orquestrals de Martucci el 1938, 1940, 1941, 1946 i 1953; tot i que les actuacions es van conservar en discos de transcripció, cap va ser aprovat per al llançament comercial per Toscanini. Totes aquestes actuacions s'han llançat de manera no oficial en els últims anys, tant en format LP com en CD. El director musical de la NBC, Samuel Chotzinoff, en el seu llibre de 1956 "Toscanini—An Intimate Portrait", va dir que cada vegada que el Mestre proposava programar les obres de Martucci, alguns membres de l'orquestra i les autoritats de la NBC s'hi oposaven, però el director no s'havia de dissuadir. Alguns biògrafs de Toscanini (incloent Mortimer Frank i Harvey Sachs) han qüestionat el mèrit de les composicions, especulant que Toscanini podria haver-les interpretat per sentit del deure.
Gian Francesco Malipiero va dir de la segona simfonia de Martucci (1904):
| «                           | " Va ser l'inici del renaixement de la música italiana no operística." | » |
| — Gian Francesco Malipiero, |                                                                        |   |

Martucci era un instrumentista pura sang, prenent la música absoluta com el seu màxim objectiu.
L'any 1989 Francesco d'Avalos va intentar iniciar un renaixement de la música de Martucci gravant quatre CD amb obres importants, com els dos concerts per a piano, dues simfonies i La canzone dei ricordi. Aquests discos van ser distribuïts per ASV Records i posteriorment per Brilliant Classics.
El 2009, amb motiu del centenari de la mort de Martucci, Naxos Records va publicar una sèrie de CD dedicats a la seva música orquestral, amb l'Orquestra Simfònica de Roma dirigida per Francesco La Vecchia. L'any 2011, Riccardo Muti i l'Orquestra Simfònica de Chicago van presentar el Nocturn de Martucci, op. 70, número 1 durant la gira de l'orquestra per Europa. Muti i la Simfònica de Chicago van tocar la mateixa peça com a bis, amb comentaris preliminars de Muti, al final del seu concert al Carnegie Hall el 21 de gener de 2025.

## Obres
Per conèixer la seva immensa obra, aneu al seu arxiu de la Viquipèdia anglesa.